# Plectrocnemia eximia
Plectrocnemia eximia är en nattsländeart som beskrevs av Arturs Neboiss 1982. Plectrocnemia eximia ingår i släktet Plectrocnemia och familjen fångstnätnattsländor. Inga underarter finns listade i Catalogue of Life.